# Siegfried Arno
Siegfried Arno, nato Siegfried Aron e conosciuto anche come Sig Arno (Amburgo, 27 dicembre 1895 – Woodland Hills, 17 agosto 1975), è stato un attore tedesco.

## Biografia
Iniziò la carriera artistica come attore brillante sui palcoscenici tedeschi, prima di debuttare sul grande schermo negli anni venti. Tra le sue apparizioni cinematografiche del periodo, da ricordare quelle nei film Il giglio nelle tenebre (1927), e Il vaso di Pandora (1929), quest'ultimo interpretato da Louise Brooks, ed entrambi diretti da Georg Wilhelm Pabst.
Dopo aver lasciato la Germania nel 1933 all'avvento del nazismo, Arno lavorò in Europa fino al 1939, anno in cui si trasferì in California e lì proseguì la carriera come interprete caratterista, lavorando in numerose produzioni hollywoodiane di genere brillante, come Ritrovarsi (1942) di Preston Sturges, Le conseguenze di un bacio (1943) di Frank Borzage e Così vinsi la guerra (1944) di Elliott Nugent, interpretando prevalentemente ruoli di cameriere, maggiordomo e - in genere - di bon vivant.
Apparve inoltre in alcune produzioni teatrali a Broadway, tra le quali Time Remembered di Jean Anouilh, che nel 1958 gli valse il Tony Award al miglior attore non protagonista in uno spettacolo. Nel 1966 fu premiato con il Deutscher Filmpreis per il suo contributo all'industria cinematografica tedesca. Apprezzato anche per il suo talento di pittore ritrattista, morì nel 1975 a causa della Malattia di Parkinson.

## Filmografia parziale
- Die Frau von vierzig Jahren, regia di Richard Oswald (1925)
- Il giglio nelle tenebre (Die Liebe der Jeanne Ney), regia di Georg Wilhelm Pabst (1927)
- G'schichten aus dem Wienerwald, regia di Jaap Speyer (1928)
- Il vaso di Pandora (Die Büchse der Pandora), regia di Georg Wilhelm Pabst (1929)
- Diario di una donna perduta (Tagebuch einer Verlorenen), regia di Georg Wilhelm Pabst (1929)
- Wien, du Stadt der Lieder, regia di Richard Oswald (1930)
- Die Nacht ohne Pause, regia di Andrew Marton e Franz Wenzler (1931)
- Notre Dame (The Hunchback of Notre Dame), regia di William Dieterle (1939)
- The Mummy's Hand, regia di Christy Cabanne (1940)
- Ciò che si chiama amore (This Thing Called Love), regia di Alexander Hall (1940)
- Two Yanks in Trinidad, regia di Gregory Ratoff (1942)
- Ritrovarsi (The Palm Beach Story), regia di Preston Sturges (1942)
- Le conseguenze di un bacio (His Butler's Sister), regia di Frank Borzage (1943)
- Così vinsi la guerra (Up in Arms), regia di Elliott Nugent (1944)
- È fuggita una stella (Song of the Open Road), regia di S. Sylvan Simon (1944)
- Il capitano di Koepenick (I Was a Criminal), regia di Richard Oswald (1945)
- ...e un'altra notte ancora (One More Tomorrow), regia di Peter Godfrey (1946)
- Il grande amante (The Great Lover), regia di Alexander Hall (1949)
- La duchessa dell'Idaho (Duchess of Idaho), regia di Robert Z. Leonard (1950)
- Il pescatore della Louisiana (The Toast of New Orleans), regia di Norman Taurog (1950)
- The Great Diamond Robbery, regia di Robert Z. Leonard (1954)